# Encephalartos dolomiticus
Encephalartos dolomiticus — вид голонасінних рослин класу саговникоподібні (Cycadopsida).
Етимологія: доломіт, суфікс лат. -icus додається до іменника, прикметника, дієслова і т. д., щоб сформувати прикметник.

## Опис
Рослини деревовиді; стовбур 2 м заввишки, 40 см діаметром. Листки 60–80 см завдовжки, сині або срібні, тьмяні; хребет синій, прямий, жорсткий; черешок прямий, з 1–6 шипами. Листові фрагменти ланцетні; середні — 12–17 см завдовжки, 10–14 мм завширшки. Пилкові шишки 1–4, вузько яйцеподібні, зелені, 35–50 см, 10 см діаметром. Насіннєві шишки 1–4, яйцеподібні, синьо-зелені, 30–45 см, 18–25 см діаметром. Насіння довгасте, 30–35 мм, шириною 18–20 мм, саркотеста жовта.

## Поширення, екологія
Країни поширення: ПАР (Квазулу-Наталь, Мпумаланга). Записаний від 1100 до 1500 м над рівнем моря. Цей вид зустрічається на луках на дрібних ґрунтах понад доломітових хребтів.

## Загрози та охорона
Незаконне збирання диких популяцій сильно вплинуло на кількість рослин в дикій природі. Можливо, зустрічається в англ. Legalameetse Nature Reserve.